# William Drake (1747-1795)
William Drake (1747-1795) est un homme politique britannique qui siège à la Chambre des communes entre 1768 et 1795. 

## Biographie
Il est le fils de William Drake de Shardeloes et de son épouse Elizabeth Raworth, fille de John Raworth de Basinghall St., Londres. Il fait ses études à la Westminster School de 1759 à 1764 et est inscrit au Brasenose College, Oxford, le 20 juin 1765, à l'âge de 17 ans. Il entreprend ensuite le Grand Tour . 
En 1768, il est élu député d'Amersham. Il est réélu en 1774, 1780, 1784 et 1790 et partage le siège avec son père pendant tout ce temps. Il est un orateur prolifique avec une voix puissante. On disait "Il parlait avec sens, et ses discours étaient ornés: il aimait beaucoup les citations latines" . 
Drake épouse d'abord Mary Hussey le 17 février 1778, décédée six mois plus tard, puis Rachel Elizabeth Ives de Norwich le 20 août 1781 . 
Drake meurt avant son père le 18 mai 1795, laissant une immense propriété acquise en partie par mariage et en partie par quelques branches collatérales. On a dit que s'il avait vécu pour hériter de celui de son père, il aurait été l'un des hommes les plus riches du pays . 